# Dibolia rugulosa
Dibolia rugulosa es una especie de insecto coleóptero de la familia Chrysomelidae. Fue descrita científicamente en 1849 por Redtenbacher.